# Haltepunkt Hilden Süd
Der Haltepunkt Hilden Süd ist neben dem Bahnhof Hilden die zweite Bahnstation in der nordrhein-westfälischen Stadt Hilden im Kreis Mettmann. Beide liegen an der Bahnstrecke Düsseldorf–Solingen und werden alle 20 Minuten von der Linie S 1 der S-Bahn Rhein-Ruhr bedient. Der Haltepunkt Hilden Süd befindet sich etwa 11 km südöstlich von Düsseldorf Hauptbahnhof und etwa 6 km westlich von Solingen Hauptbahnhof. Er ist wie die meisten anderen Bahnstationen im Kreis Mettmann auch vor allem für Berufspendler in die Stadt Düsseldorf von Bedeutung.

## Lage und Aufbau
Der Haltepunkt Hilden Süd befindet sich am südlichen Rand der Innenstadt. Er liegt an der Bahnstrecke Düsseldorf–Solingen. Innerstädtisch befindet er sich nahe der Kreuzung der Hauptstraßen Richrather Straße und Kirchhofstraße direkt an deren Verbindungsstraße Talstraße.
Er besitzt zwei Gleise mit Außenbahnsteigen. Diese sind barrierefrei über Rampen erreichbar. Die Bahnsteige verfügen jeweils über zwei Ausgänge. Beide Bahnsteige haben nach Westen einen Ausgang in die Richrather Straße (nur einer barrierefrei), in Richtung Osten hat der nördliche Bahnsteig einen barrierefreien Ausgang in die Hagelkreuzstraße und der südliche Bahnsteig einen barrierefreien Ausgang in die Talstraße über die man jeweils nach kurzer Distanz die Kirchhofstraße erreicht.
Die zwei Bushaltestellen Hilden Süd S befinden sich in der Kirchhofstraße bzw. am Lindenplatz, eine dritte Haltestelle Talstraße/Hilden Süd S in der Richrather Straße.

## Geschichte
Die Bahnstrecke Hilden – Ohligs-Wald (später Ohligs, dann Solingen-Ohligs, heute Solingen Hbf) wurde am 3. Januar 1894 in Betrieb genommen. Mit der Schließung dieser Lücke entstand eine durchgehende Bahnverbindung zwischen Düsseldorf Hbf über Hilden und Ohligs-Wald nach Solingen Weyersberg. Mit der Inbetriebnahme der Müngstener Brücke am 15. Juli 1897 erfolgte eine weitere Verlängerung über Remscheid bis Lennep. Im am 3. Januar 1894 eröffneten Abschnitt Hilden – Ohligs-Wald waren zunächst keine Zwischenstationen vorhanden.
Der Haltepunkt Hilden Süd wurde zum Fahrplanwechsel am 26. September 1976 in Betrieb genommen. Er war eine bauliche Vorleistung für den S-Bahn-Betrieb auf der Linie S 7 Düsseldorf Flughafen – Düsseldorf Hbf – Hilden – Solingen-Ohligs (heute Solingen Hbf), die am 28. September 1980 in Betrieb ging. Man hatte im Planungsprozess festgestellt, dass der Bahnhof Hilden am westlichen Rand der Hildener Innenstadt nur Verknüpfungsmöglichkeiten zum Busverkehr in Ost-West-Richtung von/nach Düsseldorf-Benrath sowie Haan und Solingen-Ohligs bot. Um auch die Buslinien in Nord-Süd-Richtung an die S-Bahn anzubinden und zur besseren Erschließung des südlichen Stadtgebietes war die Schaffung einer zweiten S-Bahn-Haltestelle erforderlich, die heute von Buslinien angefahren wird, die nicht nur der innerstädtischen Feinerschließung dienen, sondern auch Verbindungen in die Nachbargemeinden Langenfeld, Erkrath und Erkrath-Hochdahl und über Erkrath hinaus in die Kreisstadt Mettmann herstellen, welche vom Bahnhof Hilden aus geographischer Sicht langfristig nicht hätten hergestellt werden können.
Zum Fahrplanwechsel am 13. Dezember 2009 wurde das Netz der S-Bahn Rhein-Ruhr überarbeitet. Seitdem wird der Haltepunkt von der Linie S 1 bedient. 

## Bedienung
Der Haltepunkt Hilden Süd wird alle 20 Minuten von der Linie S 1 der S-Bahn Rhein-Ruhr bedient. An diesem bestehen Umsteigemöglichkeiten zu den Buslinien 741, 781, 782 und 785, sowie im Nachtverkehr zu den Linien DL 4 und DL 5 der Rheinbahn. Die Bushaltestelle Hilden Süd S wird als wichtigerer Umsteigeknoten eingestuft als die Haltestelle Hilden S.
| Linie | Verlauf | Takt                                                                            |
| ----- | --- | ------------------------------------------------------------------------------- |
| S 1   | Solingen Hbf – SG-Vogelpark – Hilden Süd – Hilden – D-Eller – D-Eller Mitte – D-Oberbilk – D-Volksgarten – Düsseldorf Hbf – D-Wehrhahn – D-Zoo – D-Derendorf – D-Unterrath – D-Flughafen – Angermund – DU-Rahm – DU-Großenbaum – DU-Buchholz – DU-Schlenk – Duisburg Hbf – MH-Styrum – Mülheim (Ruhr) Hbf – E-Frohnhausen – Essen West – Essen Hbf – E-Steele – E-Steele Ost – E-Eiberg – Wattenscheid-Höntrop – BO-Ehrenfeld – Bochum Hbf – BO-Langendreer West – BO-Langendreer – DO-Kley – DO-Oespel – DO-Universität – DO-Dorstfeld Süd – DO-Dorstfeld – Dortmund Hbf Stand: Fahrplanwechsel Dezember 2023 | 30 min 20 min (Solingen–Duisburg wochentags) 15 min (Essen–Dortmund wochentags) |

| Linie | Verlauf |
| ----- | --- |
| 741   | Mettmann, Kaldenberger Weg – Mettmann, Jubiläumsplatz – Mettmann Zentrum – Neanderthal/Museum (Mettmann-Neanderthal , 500 m) – Erkrath-Hochdahl – Millrath – Hochdahler Markt – Sandheider Markt – Erkrath, Kemperdick – Hilden, Verwaltungsinstitut – Kleef – Gabelung – Hilden Süd (– Hilden, Südfriedhof) Weitere Haltestellen auf der gesamten Strecke |
| 781   | Linienast 1: (D-Gerresheim, Krankenhaus – Gerresheim, Rathaus – Torfbruchstraße – Morper Straße – D-Gerresheim – Knuppertsbrück – Unterbach, Friedhof –) Erkrath-Unterfeldhaus, Neuenhausplatz / Linienast 2: Hilden-Nord, Köbener Straße – Hauptlinienweg: Grünewald – Furtwänglerstraße – Richard-Wagner-Straße – Mozartstraße – Hilden-Mitte, Am Rathaus – Hilden, Krankenhaus – Gabelung – Hilden Süd – Hilden-Süd, Erika-Siedlung                                                                                          |
| 782   | D-Altstadt, Heinrich-Heine-Allee – Benrather Straße – Steinstraße/Königsallee – Berliner Allee – Bilk, Feuerbachstraße – Uni-Kliniken – Werstener Dorfstraße – ohne Halt über A 46 – Hilden-Nord, Grünewald – Richard-Wagner-Straße – Kleef – Hilden-Mitte, Gabelung – Hilden Süd – Hildorado – Hilden-Ost, Trotzhilden – Solingen-Vogelpark – Solingen Hbf |
| 785   | D-Altstadt, Heinrich-Heine-Allee – Benrather Straße – Steinstraße/Königsallee – Berliner Allee – Bilk, Feuerbachstraße – Uni-Kliniken – Werstener Dorfstraße – ohne Halt über A 46 – Hassels, Am Schönenkamp – D-Reisholz – Hassels, Kirche – Hilden-West, Hülsen – Hilden-Mitte, Fritz-Gressard-Platz – Hilden Süd – Hilden-Süd, Karnaper Straße – Lehmkuhler Weg – Langenfeld-Richrath, Zollhaus – Richrath, Kirche – Winkelsweg – Langenfeld, Rathaus – Langenfeld, Stadtmitte – Berliner Platz – Bahnhofstraße – Langenfeld |
| DL 4  | Erkrath – Erkrath-Unterfeldhaus, Neuenhausplatz – Hochdahl-Kempen – Hilden-Gabelung – Hilden Süd |
| DL 5  | Haan, Rheinische Straße – Haan Markt – Haan Bf – Hilden, Gabelung – Hilden Süd |

## Planungen
Laut Nahverkehrsplan Kreis Mettmann ist Hilden Süd S nach Langenfeld mit ca. 5000 Ein- und Aussteigern in die S 1 die am zweitstärksten frequentierte Bahnstation. Mit 3171 Ein- und Aussteigern pro Tag belegt sie den achten Platz der meist frequentierten Bushaltestellen im Kreis Mettmann. Mit etwa 931 Umsteigern pro Tag zwischen Bus und S-Bahn ist sie jedoch verhältnismäßig gering nachgefragt gegenüber den ca. 1600 Umsteigern zwischen den Bussen.